# 北海道道703号洞爷湖公园线
北海道道703号洞爷湖公园线（日语：北海道道703号洞爺湖公園線）是一条连结北海道伊達市和有珠郡壮瞥町的普通道级道路（北海道道）。该路线是一条穿过昭和新山和有珠山之间，通向洞爺湖的观光路线。

## 道路概况
- 起点：北海道伊達市上長和町
- 終点：北海道有珠郡壮瞥町壮瞥温泉
- 总距离：4.9千米

## 经过的自治体
- 胆振综合振兴局
  - 伊達市
  - 有珠郡壮瞥町

## 主要连接道路
- 国道453号（起点）
- 北海道道981号上长和萩原线（起点）
- 北海道道2号洞爷湖登别线（终点）

## 隧道
- 大有珠隧道（126米）

## 历史
- 1971年（昭和46年）3月31日 - 路線勘定（北海道告示第1000号）